# 서동용
서동용(徐東榕, 1964년 9월 2일~)은 대한민국의 변호사, 정치인이다. 제21대 국회의원이다.

## 생애
전라남도 광양에서 성장해 연세대 행정학과에 입학했다. 대학시절 학생운동에 가담하며 두 차례 감옥에 가게 되었고, 이로 인해 취직이 어렵게 되자 1989년 광양으로 다시 내려와 자영업을 했다. 친구의 소개로 동서식품 대리점을 시작했다가 폐업했으며, 이후에도 컴퓨터대리점, 컴퓨터 소프트웨어 업체 등을 했으나 문을 닫았다. 이에 36세에 사법시험을 준비하였고, 39살에 시험에 합격하였다. 서울에서 10년간 법률사무소를 운영하다가 2015년 다시 광양으로 내려와 중마시장 건너편에 변호사 법률사무실을 개업했다.

## 학력
- 광양서국민학교 졸업
- 광양중학교 졸업
- 순천고등학교 졸업
- 연세대학교 사회과학대학 행정학 학사

## 경력
- 2002: 제44회 사법시험 합격
- 2005: 제34기 사법연수원 수료
- 2005: 경찰청 학교여성폭력피해자 ONE-STOP 지원센터 법률지원단 위원
- 2006: 자율분쟁조정위원회 조정위원
- 2012~: 한국의료분쟁조정중재원 비상임감정위원
- 2013: 성남시 고문변호사
- 2013~: 서울특별시 법률의료 전문 지원단 단원
- 2014~: 광주지방교정청 행정심판위원회 위원
- 2016: 국민의당 입당
- 2016: 제20대 국회의원 선거 전남 광양시·곡성군·구례군 국민의당 국회의원 예비후보
- 2017: 국민의당 탈당
- 2017: 더불어민주당 입당
- 2017: 제19대 대통령 선거 더불어민주당 문재인 대통령 후보 법률인권특보
- 2017: 더불어민주당 전라남도당 광양시·곡성군·구례군 지역위원회 법률인권위원장
- 2018: 더불어민주당 정책위원회 부의장
- 2020년 4월 15일: 대한민국 제21대 국회의원 선거 당선(전남 순천시·광양시·곡성군·구례군 을, 더불어민주당, 초선)
- 2020. 5.~2024. 5. 더불어민주당 전라남도당 순천시·광양시·곡성군·구례군 을 지역위원회 위원장
- 2021. 5.~2022. 8. 더불어민주당 정책위원회 상임부의장
- 2022. 9.~2024. 1. 더불어민주당 교육특별위원회 위원장
- 2022. 10.~2024. 8. 더불어민주당 전라남도당 수석상임부위원장
- 2023. 5.~2023. 9. 더불어민주당 원내부대표

### 의정 활동
- 2020. 5.~2024. 5. 제21대 국회의원(전남 순천시·광양시·곡성군·구례군 을, 더불어민주당, 초선)
  - 2020. 6.~2022. 5. 제21대 국회 전반기 교육위원회 위원
  - 2020. 6.~2021. 5. 제21대 국회 전반기 예산결산특별위원회 위원
  - 2020. 7.~2024. 5. 국회수소경제포럼 구성의원
  - 2020. 7.~2024. 5. 철강포럼 연구책임의원
  - 2022. 7.~2023. 8. 제21대 국회 후반기 교육위원회 위원
  - 2023. 2.~2024. 5. 제21대 국회 첨단전략산업 특별위원회 위원
  - 2023. 5.~2023. 10. 제21대 국회 후반기 국회운영위원회 위원
  - 2023. 8.~2023. 8. 제21대 국회 후반기 과학기술정보방송통신위원회 위원
  - 2023. 8.~2024. 5. 제21대 국회 후반기 교육위원회 위원
  - 2023. 8.~2023. 10. 제21대 국회 대법원장(이균용) 임명동의에 관한 인사청문 특별위원회 위원

## 전과
- 공용물건손상, 특수공무집행방해치상, 집회및시위에관한법률위반: 징역 1년 6월, 집행유예 3년 - 1986년 7월 4일 선고[2]

## 역대 선거 결과
| 실시년도 | 선거   | 대수 | 직책     | 선거구                              | 정당         | 득표수    | 득표율          | 순위 | 당락 | 비고 |
| -------- | ------ | ---- | -------- | ----------------------------------- | ------------ | --------- | --------------- | ---- | ---- | ---- |
| 2020년   | 총선   | 21대 | 국회의원 | 전남 순천시·광양시·곡성군·구례군 을 | 더불어민주당 | 92,442 표 | \| \| 64.75% \| | 1위  |      | 초선 |
|          | 64.75% |      |          |                                     |              |           |                 |      |      |      |

## 소속 정당
| 소속 정당 | 소속 정당    | 소속 기간 | 비고           |
| --------- | ------------ | --------- | -------------- |
|           | 국민의당     | 2016~2017 | 창당 정계 입문 |
|           | 무소속       | 2017      | 탈당           |
|           | 더불어민주당 | 2017~현재 | 입당           |

## 같이 보기
- 순천시의 국회의원
- 광양시의 국회의원
- 곡성군의 국회의원
- 구례군의 국회의원
- 순천시·광양시·곡성군·구례군 을